# Butch Reynolds
Harry "Butch" Reynolds, född 8 juni 1964 i Akron i Ohio, är en amerikansk före detta friidrottare (sprinter).
Reynolds är mest känd för att han vid den stora friidrottsgalan Weltklasse i Zürich 1988 raderade ut Lee Evans klassiska världsrekord på 400 meter från 1968 med 57 hundradelar av en sekund då han löpte i mål på 43,29 sekunder. Vidare har Reynolds noterat världsrekord med USA på 4 × 400 meter, en distans där han även bärgat ett OS- och tre VM-guld. Reynolds stängdes 1990 av för dopning men frikändes 1992. Efter avstängningen fick Reynolds finna sig i att stå i skuggan av landsmannen Michael Johnson, till vilken han även förlorade sitt världsrekord 1999.

## Olympiska spel
Vid olympiaden 1988 i sydkoreanska Seoul vann Reynolds silver på 400 meter bakom landsmannen Steve Lewis (43,87). Reynolds tid, 43,93, är den näst bästa från en löpare som inte vunnit ett 400-meterslopp. En tredje amerikan, Danny Everett, fullbordade trippeln efter att ha sprungit på 44,09. För övrigt var Reynolds tid densamma som han noterat i Indianapolis 20 juli samma år men långt sämre än hans färska världsrekord från Zürich. Trippelsegern individuellt gjorde USA till skyhöga favoriter i stafetten, ett favoritskap som laget klarade att bära. Everett och Lewis inledde stafetten, följda av Kevin Robinzine som växlade över till Reynolds som kunde defilera hem segern. Den amerikanska segertiden 2.56,16 var en tangering av det 20 år gamla världsrekordet på distansen, noterat av det amerikanska OS-laget i Mexico City 1968. Segern var en av de mest överlägsna genom tiderna, segermarginalen blev över fyra sekunder. Tvåan Jamaica fick sluttiden 3.00,30 och trean Västtyskland 3.00,56.
IAAF utestängde Reynlods från tävlan i Barcelona 1992 (se vidare under dopningsaffären). Reynolds blev tvåa i Atlanta i de amerikanska uttagningarna till OS 1996 bakom Michael Johnson (de tre främsta kvalificerade för OS). I semifinalen i OS i samma stad tvingades dock Reynolds avbryta löpningen till följd av en skada. Skadan var så allvarlig att Reynolds heller inte kunde deltaga stafetten. Därmed var hans olympiska karriär över.

## Världsmästerskap
I VM 1987 i Rom blev Reynolds trea individuellt på tiden 44,80 sekunder efter östtysken Thomas Schönlebe som vann på ännu (september 2008) gällande europarekordtiden 44,33 och Nigerias Innocent Egbunike (44,56). I stafetten löpte Reynolds slutsträckan i det amerikanska lag som knappt segrade, på tiden 2.57,29, framför Storbritannien (2.58,86) och Kuba (2.59,16).
I Stuttgart 1993 blev Reynolds individuellt tvåa bakom suveräne Michael Johnson (43,65). Bronset vanns av Kenyas Samson Kitur (44,54). I stafetten vann USA en överlägsen seger framför Kenya (2.59,82) och Tyskland (2.59,99), Reynolds löpte tredjesträckan. Segertiden 2.54,29 var nytt världsrekord. I inomhus-VM i Toronto samma år vann Reynolds VM-guld inomhus på 400 meter på 45,26 (nytt mästerskapsrekord då) före Nigerias Sunday Bada (45,75) och Australiens Darren Clark (46,45).
I Göteborg 1995 fick Reynolds ånyo se sig besegrad av Michael Johnson. Dock var Johnsons segertid (43,39) en tiondel av en sekund över Reynolds världsrekord. Reynolds tid, 44,22, räckte till en ny silvermedalj framför jamaicanen Greg Haughton (44,56). I stafetten fick Reynolds återigen löpa tredjesträckan. USA vann på tiden 2.57,32 före Jamaica 2.59,88 och Nigeria 3.03,18.

## Världsrekord
Vid Weltklasse-galan i Zürich 17 augusti 1988 svarade Reynolds för en prestation utöver det vanliga. Han anlände till tävlingen med ett färskt (20 juli) personligt rekord på 43,93 sekunder, när året började hade hans personliga rekord varit 44,10. Världsrekordet innehades av Lee Evans på 43,86, noterat på hög höjd i Mexico City tjugo år tidigare. Reynolds fullkomligt krossade rekordet då han löpte i mål på 43,29. Detta nya världsrekord skulle komma att stå sig till 26 augusti 1999 då Michael Johnson sprang på 43,18.
Vidare har Reynolds i stafettsammanhang varit med om att tangera världsrekordet (2.56,16 i OS 1988) samt slå ett nytt (2.54,29 i VM 1993).

## Dopningsaffären
År 1990 stängde IAAF av Reynolds i två år sedan han lämnat ett positivt dopningstest. Reynolds hävdade emellertid sin oskuld varefter en långdragen juridisk process tog sin början. År 1992 beordrade USA:s högsta domstol USA:s olympiska kommitté att låta Reynolds delta i de amerikanska OS-uttagningarna. Detta domstolsutslag var ett brott mot Internationella olympiska kommittén:s och IAAF:s regler men domstolens vilja gick ändå igenom. Reynolds blev till slut femma i loppet, vilket kvalificerade honom som reserv till det amerikanska stafettlaget i Barcelona-OS. Detta scenario förverkligades emellertid inte då IAAF stängde av Reynolds från tävlan i olympiaden.

## Övrigt
Reynolds har noterat de två snabbaste loppen genom tiderna som inte lett till seger i loppet. I de amerikanska OS-uttagningarna i Atlanta 1996 noterade Reynolds 43,91, slagen av Michael Johnson på 43,44 och i OS-finalen 1988 noterade Reynolds 43,93, besegrad av Steve Lewis på 43,87.

## Medaljer
Guld
- OS 1988 4 × 400 meter (USA: Everett, Lewis, Robinzine och Reynolds, 2.56,16 = WR)
- VM 1987 4 × 400 meter (USA: Everett, Haley, McKay och Reynolds, 2.57,29)
- VM 1993 4 × 400 meter (USA: Valmon, Watts, Reynolds och Johnson, 2.54,29 WR)
- VM 1995 4 × 400 meter (USA: Ramsey, Mills, Reynolds och Johnson, 2.57,32)

Silver
- OS 1988 400 meter (43,93)
- VM 1993 400 meter (44,13)
- VM 1995 400 meter (44,22)

Brons
- VM 1987 400 meter (44,80)

## Personbästa
- 400 meter: 43,29, Zürich, Schweiz, 17 augusti 1988 (världsrekord 1988-1999, per 2008-09-03 världens näst bästa tid genom tiderna)